# Kunal Basu
Kunal Basu (Bengalí: কুনাল বসু) es un autor hindú. Actualmente es profesor en la Universidad de Oxford. Sus obras (escritas en inglés) son The Opium Clerk (2001), The Miniaturist (2003), Racists (2006) y una colección de cuentos La mujer japonesa (2008).

## Obras

### Novelas
- 2001 The Opium Clerk
- 2003 The Miniaturist
- 2006 Racists

### Cuentos
- 2008 La mujer japonesa